# Disposition (Medizin)
Als Disposition (aus dem lateinischen dispositio entlehnt, ursprünglich für „Anordnung“) oder Krankheitsdisposition, auch Veranlagung genannt, wird eine erworbene bzw. durch äußere Einflüsse verursachte erhöhte Anfälligkeit für die Ausbildung von Krankheiten bezeichnet.
Unter Prädisposition, genetischer Prädisposition oder genetischer Disposition wird eine genetisch bedingte Anfälligkeit zur Ausbildung von Krankheiten verstanden. Eine Disposition zur Erkrankung bestimmter Organe oder Organsysteme nennt man Diathese. Der Begriff Diathese ist – im Hinblick auf die Abgrenzung zum Begriff der Konstitution – synonym mit Disposition im weiteren Sinne. In engerem Sinne sind mit Disposition nur die nicht durch genetische Faktoren bedingten, also lebensgeschichtlich erworbenen Eigenschaften gemeint. Diese Unterscheidung und strengere Abgrenzung ist zum Beispiel für die psychotherapeutisch beeinflussbaren Faktoren einer Erkrankung wesentlich. Disposition in engerem Sinne ist also nur auf peristatische Faktoren bezogen.

## Genetische Disposition
Eine genetische Disposition (erbliche Veranlagung) bezeichnet die aus der Struktur oder Zusammensetzung von Erbgut bestimmte außergewöhnliche Veranlagung eines Individuums oder der Mitglieder einer Familie (= familiäre Disposition), bestimmte Besonderheiten und Erkrankungen zu vererben bzw. die anlagebedingte Anfälligkeit, bestimmte Erkrankungen zu entwickeln. Auch eine Erkrankung, die nur bestimmte Tiergruppen, Arten oder Rassen betrifft, ist zumeist durch genetische Unterschiede bedingt.
Bekannte Beispiele für genetische Prädisposition sind systemischer Lupus erythematodes, juvenile rheumatoide Arthritis, Parodontitis und Morbus Alzheimer. Hier sind verschiedene Genotyp-Varianten bekannt, die zu einem erhöhten Risiko für das Auftreten der Erkrankung führen.

## Geschlechtliche Disposition
Es handelt sich um eine geschlechtliche oder sexuelle Disposition, wenn die Erkrankung häufiger bei männlichen oder weiblichen Individuen auftritt. Entsprechende Betrachtungen werden in der Epidemiologie und der Psychopathologie angestellt.

## Erworbene Disposition
Eine erworbene Disposition, auf deren Bedeutung bereits Adolf Gottstein 1897 bei seinen epidemiologischen Studien hinwies, wird durch längeren oder intensiveren Kontakt mit einem krankheitsauslösenden Stoff oder Erreger oder mit Stressoren (Fehlbelastungen) hervorgerufen. In diese Gruppe fallen beispielsweise Berufskrankheiten und Allergien.